# Сагиттарии

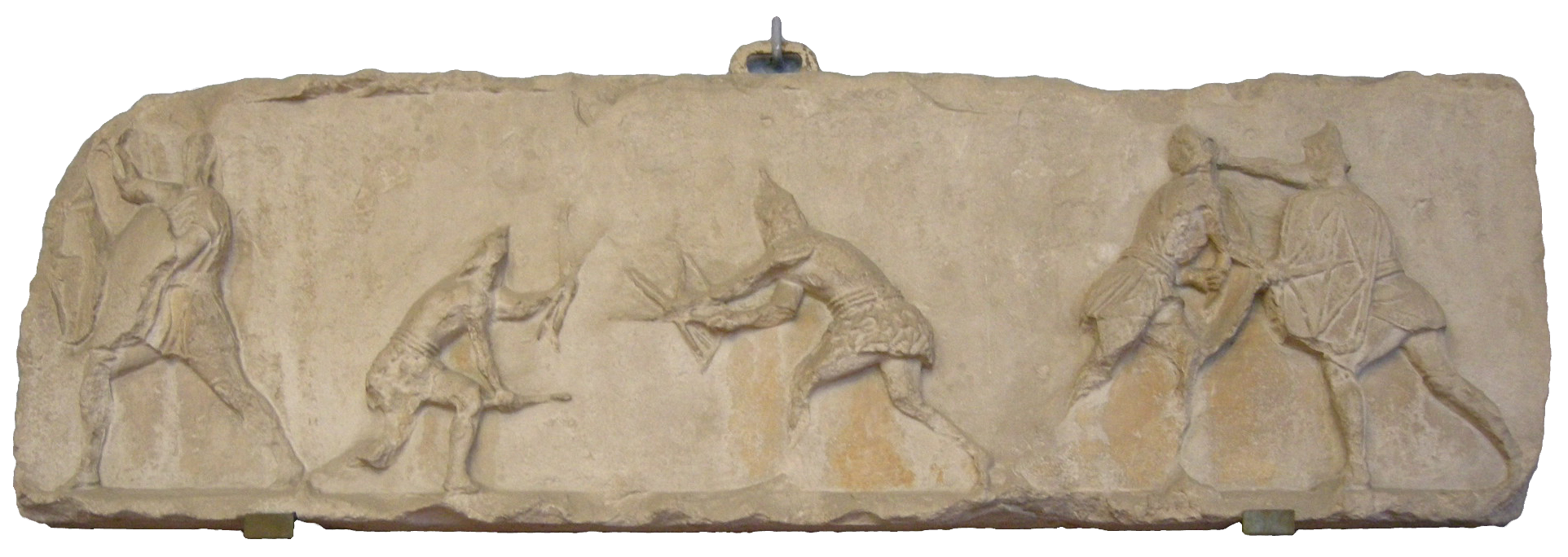
Лучники в бою. Музей Бардини, Флоренция

Сагиттарии (лат. sagittarii, форма множественного числа от «sagittarius» — лучник, стрелец) — название лучников в армии Римской империи. Термин Sagittariorum использовался для обозначения кавалерийских и пехотных подразделений, имевших специальное подразделение лучников.

## История
Конные и пешие лучники появились в римской армии в составе вспомогательных войск ещё во времена ранней империи. В эпоху принципата соотношение на 2/3 пеших лучников приходилась 1/3 конных.
Наёмные лучники и раньше использовались римлянами, но их конные коллеги появились в I веке до н. э., когда Рим столкнулся с активно использовавшими конных лучников странами востока (вроде Парфии). При императоре Тиберии конные лучники участвовали в походах против германских племён в Европе.
Римские лучники обычно использовали составной лук, хотя на рубеже III—IV веков Вегеций советовал обучать новобранцев стрельбе из деревянных луков (arcubus ligneis). Существует мнение, что большая часть составных луков римлян была асимметрична: нижняя часть оружия была короче верхней.
К VI веку в армии Восточной римской империи главной силой являлась кавалерия, часть которой продолжала использовать лук в качестве основного боевого оружия.
Также термином «сагиттарий» называли ряд гладиаторов, сражавшихся на арене и использовавших лук и стрелы в качестве оружия.